# 조재완 (축구 선수)
조재완(趙在玩, 1995년 8월 29일~)은 대한민국의 前 축구 선수이자 범죄자다.  선수시절 포지션은 미드필더, 공격수였다.

## 구단 경력
조재완은 상지대학교 축구부에 입단하였으며, 2017년 U-리그 1권역에서 우승을 차지하였다. 강원 권역에서 13경기 16골을 기록하기도 하였으며, 권역 득점 1위에도 올라섰다.
2018년 1월 1일 K리그2의 서울 이랜드 FC에 입단했다.
K리그2 2018 시즌 1라운드 수원 FC와의 원정 경기에서 후반 시작과 동시에 최한솔과 교체되어 투입되며, 자신의 프로 통산 데뷔 무대를 가지게 되었다. 조재완은 이 경기에서 중앙 미드필더 위치에서 활약하였으며, 코너킥을 담당하기도 하였다. 3라운드 대전 시티즌과의 원정 경기에서 자신의 프로 첫 선발 무대를 가지게 되었다. 3월 31일 K리그2 5라운드 부천 FC 1995와의 홈 경기에서 28분 다니엘 페블레스의 패스를 받아 득점을 기록하며, 자신의 프로 데뷔골을 쏘아 올렸다. 이어서 6라운드 성남 FC와의 홈 경기에서 10분 다니엘 페블레스의 패스를 이어받고, 드리블 이후 슈팅을 때린 것이 득점으로 이어지며, 두 경기 연속 득점에 성공하게 되었다. 4월 29일 9라운드 안산 그리너스 FC와의 홈 경기에서 교체 투입되어, 1점차로 뒤지고 있던 팀에게 78분 동점골, 90분 추가시간 종료 직전인 94분 경 역전골을 기록하며 팀에게 승리를 안겨주었다. 그러나 이후 득점없이 시간이 흘러가고 있었는데, 7월 16일 펼쳐진 안산과의 홈 경기에서 팀의 두번째 골을 성공시키며, 안산을 상대로만 4골을 기록하는 기염을 토했다.
2019년 1월 5일 강원 FC에 입단했다.
K리그1 2019 시즌 17라운드 포항 스틸러스와 홈 경기에서 0-4로 뒤지고 71분 추격골을 시작으로 후반 추가시간에만 2골을 더 추가하며 4-4로 경기 균형을 맞췄고 이후 정조국의 결승골을 정확한 크로스로 도와 5-4 대역전극을 이끌어내며 K리그1 17라운드 MVP로 선정됐다. 또한 2019년 6월에 보여준 여러 활약을 토대로 2019년 6월 K리그 이달의 선수를 수상했다.

## 국가대표팀 경력
2017년 타이베이시에서 열린 하계유니버시아드 대표팀에 선발되었다.
2018년 1월 5일 AFC U-23 대표팀 최종 명단에 발탁되었다. 1월 11일 쿤산스포츠센터에서 열린 베트남과의 D조 1차전 경기에서 오른쪽 윙포워드로 선발 출전하였으나, 45분만에 교체아웃되었다. 1월 20일 말레이시아와 8강전에서 선발 출전하였으며, 경기 시작 12초만에 선제골을 기록하였다. 이는 대한민국 연령별 대표를 통틀어 역대 최단시간 득점으로 기록되었으며, 기존 최단시간 기록은 2012년 올림픽 예선에서 기록한 남태희의 15초 골이었다.

## 제명
2024년 만취 여성에 대한 성폭행 혐의로 영구 제명되었다.